# Vleeskleurig franjekelkje
De vleeskleurig franjekelkje (Perrotia distincta) is een schimmel behorend tot de familie Lachnaceae. hij leeft saprotroof op dode, staande rietstengels (Phragmites australis).

## Kenmerken
De ascosporen zijn doorgaans 1-septaat.

## Verspreiding
In Nederland komt het vleeskleurig franjekelkje uiterst zeldzaam voor.